# Lentidium dalyfluvialis
Lentidium dalyfluvialis is een tweekleppigensoort uit de familie van de Corbulidae. De wetenschappelijke naam van de soort is voor het eerst geldig gepubliceerd in 2010 door Hallan & Willan.